# Claude Cahun
Claude Cahun (pronúncia em francês: [klod ka.œ̃]), nome adotado por Lucy Renee Mathilde Schwob (Nantes, 25 outubro de 1894 - Jersey, 08 de dezembro de 1954), foi uma fotógrafa, escultora e escritora surrealista francesa, mais conhecida por seus autorretratos onde explorou como temática principal a ambiguidade de gênero. 

## Biografia

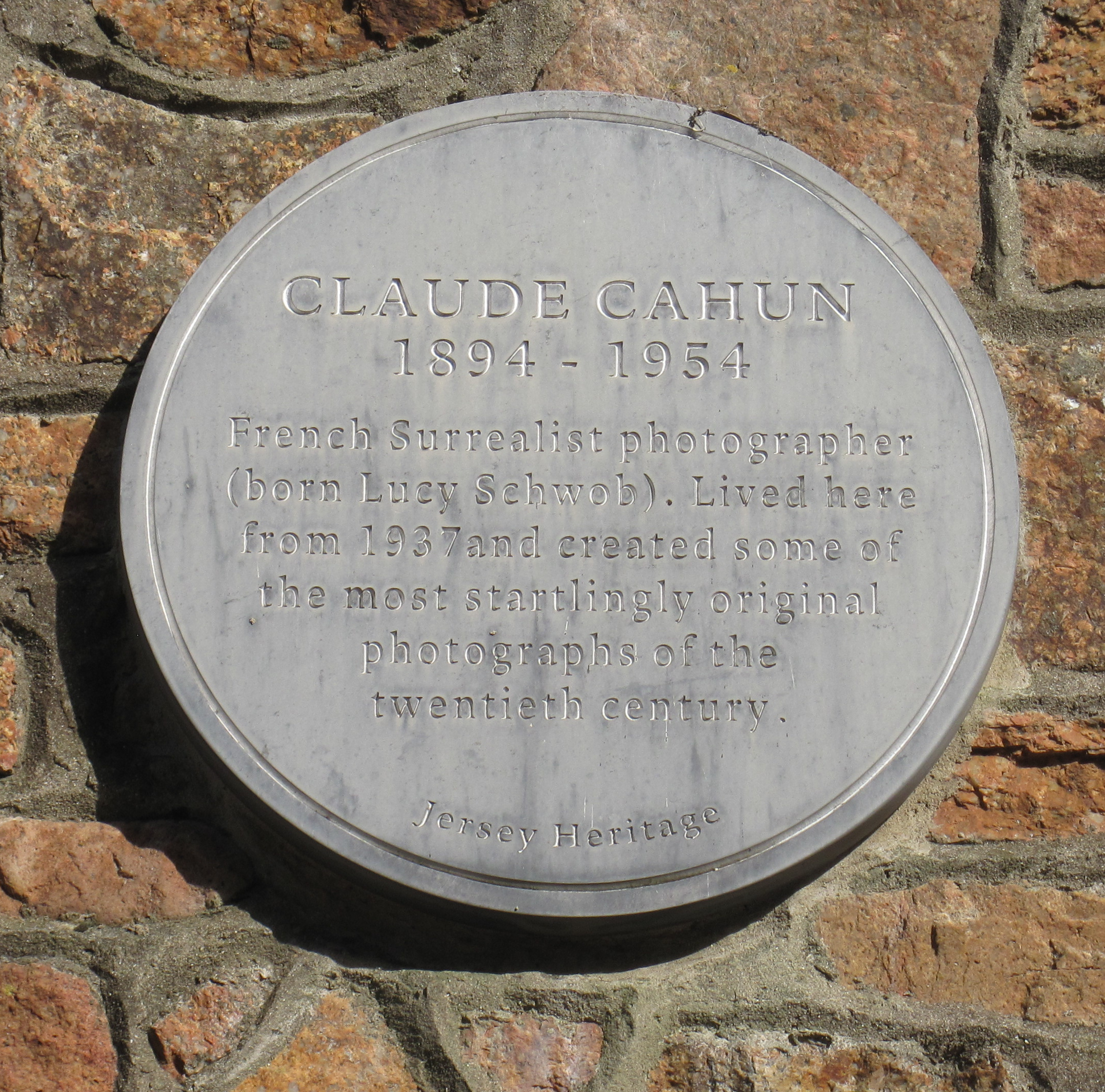
Esta placa na casa de Cahun em Saint Brélade, Jersey, celebra sua inovação fotográfica

Claude nasceu em uma família judaica influente com raízes literárias, filha do editor Maurice Schwob e sobrinha do escritor simbolista Marcel Schwob. Sua mãe foi internada em uma clínica psiquiátrica em 1898, o que fez com que ela fosse enviada para viver com sua avó Mathilde Cahun. Desde cedo ela sofreu com o antissemitismo existente na França e, para fugir, foi viver na Inglaterra por dois anos, onde conheceu Marcel Moore (na altura Suzanne Malherbe) sua parceira romântica e criativa. Além de sua ascendência judaica por parte de pai, o seu relacionamento lésbico assumido fizeram com que ela fosse mais tarde perseguida pelos nazistas.
Claude adotou seu nome mais conhecido em 1914. Ao longo de sua carreira ela assumiu uma variedade de personas performáticas. Seu trabalho é político e pessoal. Em Rejeições, ela escreve: "Masculino? Feminino? Depende da situação. Neutro é o único gênero que sempre me convém."
Os trabalhos de Claude Cahun abrangeram escrita, fotografia e teatro, sendo mais lembrados seus autorretratos e tableaux altamente encenados, que incorporaram a estética visual do surrealismo. Durante a década de 1920, Cahun produziu um número surpreendente de autorretratos em várias formas, como aviador, dândi, boneca, fisiculturista, vampiro, anjo e fantoche japonês.
Em 2007, David Bowie criou uma exposição multimídia do trabalho de Cahun nos jardins do Seminário Teológico Geral de Nova Iorque. Era parte de um local chamado Highline Festival, que também incluía apresentações de Air, Laurie Anderson e Mike Garson. Bowie disse de Cahun:
Você pode chamá-la de transgressora ou de Man Ray travestida com tendências surrealistas. Acho esse trabalho muito louco, da maneira mais simpática. Fora da França e agora do Reino Unido, ela não teve o tipo de reconhecimento que, como seguidora, fundadora, amiga e trabalhadora do movimento surrealista original, ela certamente merece.

### Ativismo durante a segunda guerra mundial
Em 1937, Cahun e Marcel Moore se estabeleceram em Jersey. Após a queda da França e a ocupação alemã de Jersey e das outras ilhas do Canal, elas se tornaram ativas como trabalhadoras da resistência e propagandistas anti-Alemanha. Fervorosamente contra a guerra, as duas trabalharam extensivamente na produção de panfletos anti-alemães. Muitos eram fragmentos de traduções do inglês para o alemão de relatórios da BBC sobre os crimes dos nazistas, que foram colados para criar poemas rítmicos e críticas severas. Elas criaram muitas dessas mensagens sob o pseudônimo alemão Der Soldat Ohne Namen, ou O Soldado Sem Nome, para enganar os soldados alemães de que havia uma conspiração entre as tropas de ocupação.